# Komoot
Komoot è un’app mobile contenente mappe e sentieri da trekking del mondo.
L’app inoltre fornisce informazioni dettagliate come lunghezza, durata e difficoltà del percorso.

## Storia
Fondata nel 2010, ha sede in Germania. L'app viene lanciata nel 2013.
Nel 2025 viene acquisita dall'azienda italiana Bending Spoons.

## Sponsor

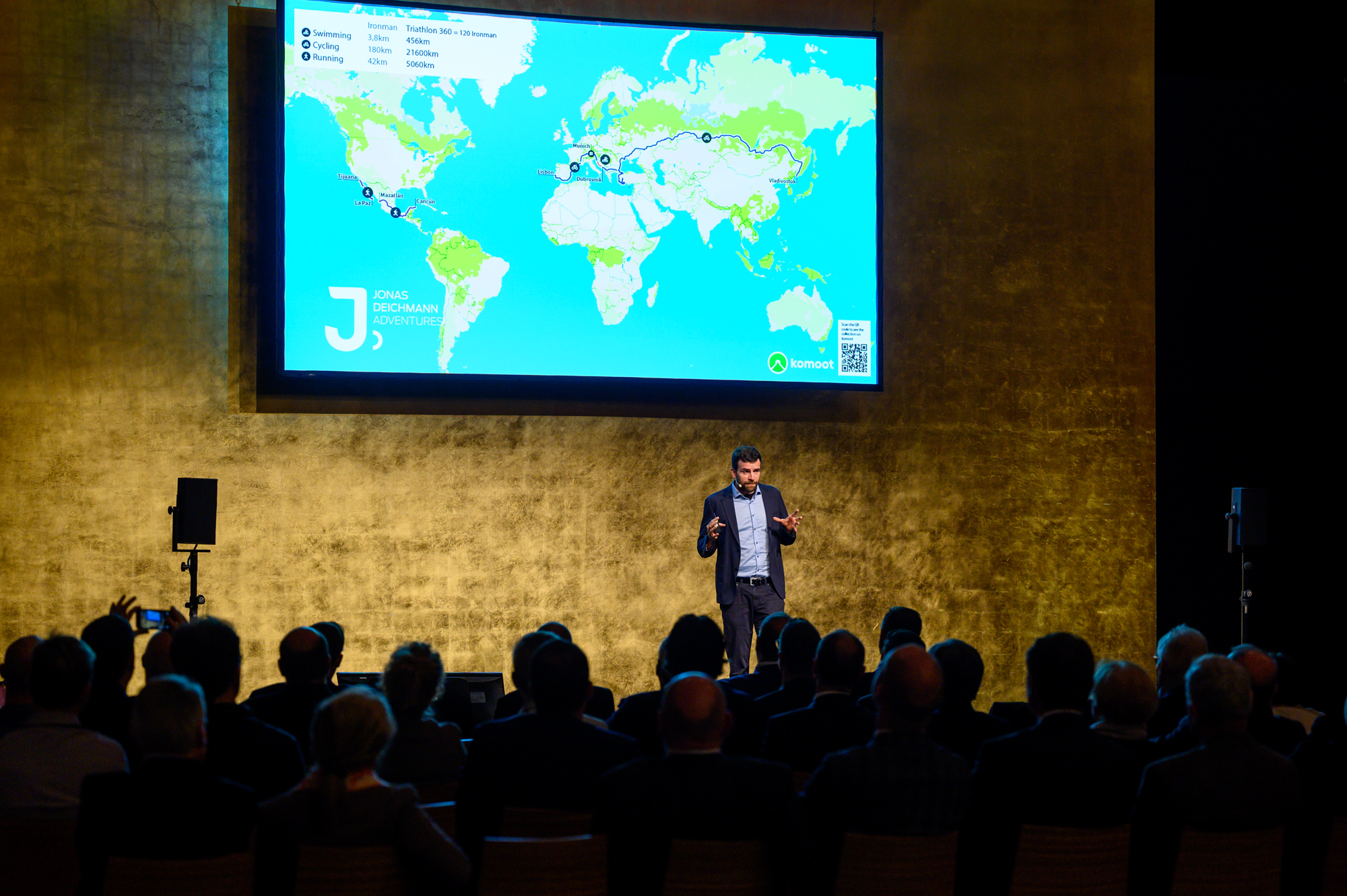
Il partner di Komoot Jonas Deichmann durante una presentazione alla DZ Bank

Komoot collabora con varie organizzazioni sportive, come la Transcontinental Race e Silk Road Race. Sponsorizza anche diversi atleti, ad esempio Lael Wilcox  e Jonas Deichmann.

## Caratteristiche
L'app ha funzionalità sia gratuite che a pagamento. Può creare percorsi per varie attività tra cui camminare, correre, andare in bicicletta e andare in mountain bike. Può segnalare anche quale percentuale di un percorso è costituito da un determinato tipo superficie (strade, piste ciclabili, ghiaia).

## Tecnologia
L'app utilizza OpenStreetMap per le sue mappe grafiche.